# يونس أكغون
يونس أكغون (بالتركية: Yunus Akgün)‏ هو لاعب كرة قدم تركي في مركز الوسط، ولد في 7 يوليو 2000 في كوجك جكمجة في تركيا. لعب مع غلطة سراي.

## وصلات خارجية
- يونس أكغون على موقع الاتحاد الأوربي (الإنجليزية)
- يونس أكغون على موقع اتحاد تركيا (لاعب) (الإنجليزية)
- يونس أكغون على موقع قاعدة بيانات كرة القدم.إي يو (الإنجليزية)
- يونس أكغون على موقع ناشيونال فوتبول تيمز (الإنجليزية)
- يونس أكغون على موقع Soccerway.com (الإنجليزية)
- يونس أكغون على موقع عالم كرة القدم.نت (الإنجليزية)